# Campeonato Ecuatoriano de Fútbol Serie B 2000
El Campeonato Ecuatoriano de Fútbol Serie B 2000, conocido oficialmente como «Campeonato Nacional de Fútbol Serie B 2000», fue la 23.ª edición de la Serie B del Campeonato nacional de fútbol profesional en Ecuador, mientras que fue la 36.ª edición incluyendo los torneos cortos conocidas como etapas. El torneo fue organizado por la Federación Ecuatoriana de Fútbol y contó con la participación de diez clubes de fútbol. El campeón del certamen fue LDU(P).
En este torneo se incorporó Dep.Saquisilí, campeón de la Segunda Categoría de 1999; además de los descendidos de la Serie A: Delfín, Dep.Cuenca y Audaz Octubrino.

## Movimientos divisionales
| Pos | a Serie A 2000                  |
| --- | ------------------------------- |
| 1º  | Técnico Universitario (Campeón) |

| Pos | desde Segunda Categoría 1999 |
| --- | ---------------------------- |
| 1º  | Dep.Saquisilí (Campeón)      |

| Pos | Descendidos desde Serie A 1999 |
| --- | ------------------------------ |
| 10º | Delfín                         |
| 11º | Dep.Cuenca                     |
| 12º | Audaz Octubrino                |

| Pos | Descendido a Segunda Categoría 2000 |
| --- | ----------------------------------- |
| 8º  | Dep.Quinindé                        |

## Desarrollo

### Competición
Se disputó un torneo de 36 fechas por el sistema de todos contra todos a dos etapas, ida y vuelta.

### Ascensos
El campeón y el subcampeón de la temporada ascendieron directamente a la Serie A.

### Descenso
El último club de la tabla de posiciones descendió a la Segunda Categoría.

## Equipos participantes
Tomaron parte en las competición 10 equipos, entre ellos se destaca el retorno de los históricos Delfín, tras 3 años ausente de la categoría, Deportivo Cuenca, tras 5 años ausente de la categoría y Audaz Octubrino, tras 2 años ausente de la categoría.
| Equipo               | Ciudad                                                                    | Provincia                        |
| -------------------- | ------------------------------------------------------------------------- | -------------------------------- |
| Audaz Octubrino      | Machala                                                                   | El Oro                           |
| Delfín               | [[Archivo:\|20x20px\|border\|Bandera de Manta]] Manta                     | Manabí                           |
| Dep.Cuenca           | Cuenca                                                                    | Azuay                            |
| Dep.Quevedo          | Quevedo                                                                   | Los Ríos                         |
| Dep.Saquisilí        | [[Archivo:\|20x20px\|border\|Bandera de Latacunga]] Latacunga             | Cotopaxi                         |
| Esmeraldas Petrolero | [[Archivo:\|20x20px\|border\|Bandera de Esmeraldas (Ecuador)]] Esmeraldas | Bandera de Esmeraldas Esmeraldas |
| LDU(P)               | Portoviejo                                                                | Manabí                           |
| Panamá               | Guayaquil                                                                 | Guayas                           |
| Santa Rita           | Vinces / [[Archivo:\|20x20px\|border\|Bandera de Babahoyo]] Babahoyo      | Los Ríos                         |
| Univ.Católica        | Quito                                                                     | Bandera de Pichincha Pichincha   |

## Primera etapa

### Partidos y resultados
| Fecha 1          | Fecha 1              | Fecha 1   | Fecha 1          |
| Fecha            | Equipo Local         | Resultado | Equipo Visitante |
| ---------------- | -------------------- | --------- | ---------------- |
| 12-13 de febrero | Esmeraldas Petrolero | 1 - 0     | Univ.Católica    |
| 12-13 de febrero | Panamá               | 0 - 0     | Audaz Octubrino  |
| 12-13 de febrero | Dep.Saquisilí        | 2 - 3     | Dep.Cuenca       |
| 12-13 de febrero | Dep.Quevedo          | 1 - 1     | LDU(P)           |
| 12-13 de febrero | Delfín               | 1 - 0     | Santa Rita       |

| Fecha 2          | Fecha 2         | Fecha 2   | Fecha 2              |
| Fecha            | Equipo Local    | Resultado | Equipo Visitante     |
| ---------------- | --------------- | --------- | -------------------- |
| 19-20 de febrero | Dep.Cuenca      | 5 - 0     | Dep.Quevedo          |
| 19-20 de febrero | Audaz Octubrino | 1 - 3     | Dep.Saquisilí        |
| 19-20 de febrero | Santa Rita      | 0 - 2     | Panamá               |
| 19-20 de febrero | LDU(P)          | 3 - 0     | Esmeraldas Petrolero |
| 19-20 de febrero | Univ.Católica   | 1 - 1     | Delfín               |

| Fecha 3          | Fecha 3              | Fecha 3   | Fecha 3          |
| Fecha            | Equipo Local         | Resultado | Equipo Visitante |
| ---------------- | -------------------- | --------- | ---------------- |
| 26-27 de febrero | Panamá               | 0 - 1     | LDU(P)           |
| 26-27 de febrero | Esmeraldas Petrolero | 0 - 0     | Dep.Cuenca       |
| 26-27 de febrero | Dep.Saquisilí        | 0 - 0     | Univ.Católica    |
| 26-27 de febrero | Delfín               | 2 - 0     | Audaz Octubrino  |
| 26-27 de febrero | Dep.Quevedo          | 3 - 1     | Santa Rita       |

| Fecha 4      | Fecha 4         | Fecha 4   | Fecha 4              |
| Fecha        | Equipo Local    | Resultado | Equipo Visitante     |
| ------------ | --------------- | --------- | -------------------- |
| 4-5 de marzo | Univ.Católica   | 2 - 2     | Dep.Quevedo          |
| 4-5 de marzo | Dep.Cuenca      | 2 - 1     | Panamá               |
| 4-5 de marzo | Audaz Octubrino | 2 - 1     | Esmeraldas Petrolero |
| 4-5 de marzo | LDU(P)          | 1 - 1     | Delfín               |
| 4-5 de marzo | Santa Rita      | 3 - 1     | Dep.Saquisilí        |

| Fecha 5        | Fecha 5              | Fecha 5   | Fecha 5          |
| Fecha          | Equipo Local         | Resultado | Equipo Visitante |
| -------------- | -------------------- | --------- | ---------------- |
| 11-12 de marzo | LDU(P)               | 2 - 1     | Audaz Octubrino  |
| 11-12 de marzo | Esmeraldas Petrolero | 1 - 1     | Dep.Quevedo      |
| 11-12 de marzo | Dep.Saquisilí        | 1 - 3     | Delfín           |
| 11-12 de marzo | Santa Rita           | 0 - 0     | Dep.Cuenca       |
| 11-12 de marzo | Panamá               | 1 - 2     | Univ.Católica    |

| Fecha 6        | Fecha 6       | Fecha 6   | Fecha 6              |
| Fecha          | Equipo Local  | Resultado | Equipo Visitante     |
| -------------- | ------------- | --------- | -------------------- |
| 18-19 de marzo | Univ.Católica | 5 - 0     | Santa Rita           |
| 18-19 de marzo | Dep.Cuenca    | 1 - 1     | LDU(P)               |
| 18-19 de marzo | Dep.Saquisilí | 2 - 1     | Panamá               |
| 18-19 de marzo | Delfín        | 3 - 0     | Esmeraldas Petrolero |
| 18-19 de marzo | Dep.Quevedo   | 1 - 1     | Audaz Octubrino      |

| Fecha 7        | Fecha 7              | Fecha 7   | Fecha 7          |
| Fecha          | Equipo Local         | Resultado | Equipo Visitante |
| -------------- | -------------------- | --------- | ---------------- |
| 25-26 de marzo | LDU(P)               | 1 - 0     | Univ.Católica    |
| 25-26 de marzo | Audaz Octubrino      | 1 - 0     | Dep.Cuenca       |
| 25-26 de marzo | Esmeraldas Petrolero | 0 - 0     | Santa Rita       |
| 25-26 de marzo | Dep.Quevedo          | 1 - 0     | Dep.Saquisilí    |
| 25-26 de marzo | Panamá               | 2 - 0     | Delfín           |

| Fecha 8      | Fecha 8       | Fecha 8   | Fecha 8              |
| Fecha        | Equipo Local  | Resultado | Equipo Visitante     |
| ------------ | ------------- | --------- | -------------------- |
| 1-2 de abril | Panamá        | 2 - 2     | Esmeraldas Petrolero |
| 1-2 de abril | Univ.Católica | 1 - 0     | Dep.Cuenca           |
| 1-2 de abril | Santa Rita    | 3 - 0     | Audaz Octubrino      |
| 1-2 de abril | Dep.Saquisilí | 1 - 2     | LDU(P)               |
| 1-2 de abril | Delfín        | 1 - 0     | Dep.Quevedo          |

| Fecha 9      | Fecha 9              | Fecha 9   | Fecha 9          |
| Fecha        | Equipo Local         | Resultado | Equipo Visitante |
| ------------ | -------------------- | --------- | ---------------- |
| 8-9 de abril | Dep.Cuenca           | 1 - 1     | Delfín           |
| 8-9 de abril | LDU(P)               | 4 - 4     | Santa Rita       |
| 8-9 de abril | Audaz Octubrino      | 2 - 0     | Univ.Católica    |
| 8-9 de abril | Esmeraldas Petrolero | 4 - 1     | Dep.Saquisilí    |
| 8-9 de abril | Dep.Quevedo          | 2 - 0     | Panamá           |

| Fecha 10       | Fecha 10      | Fecha 10  | Fecha 10             |
| Fecha          | Equipo Local  | Resultado | Equipo Visitante     |
| -------------- | ------------- | --------- | -------------------- |
| 15-16 de abril | Delfín        | 2 - 1     | Dep.Quevedo          |
| 15-16 de abril | Santa Rita    | 2 - 2     | LDU(P)               |
| 15-16 de abril | Univ.Católica | 0 - 2     | Audaz Octubrino      |
| 15-16 de abril | Dep.Saquisilí | 2 - 0     | Esmeraldas Petrolero |
| 15-16 de abril | Panamá        | 0 - 1     | Dep.Quevedo          |

| Fecha 11       | Fecha 11             | Fecha 11  | Fecha 11         |
| Fecha          | Equipo Local         | Resultado | Equipo Visitante |
| -------------- | -------------------- | --------- | ---------------- |
| 22-23 de abril | Esmeraldas Petrolero | 3 - 3     | Panamá           |
| 22-23 de abril | Dep.Cuenca           | 1 - 0     | Univ.Católica    |
| 22-23 de abril | Audaz Octubrino      | 2 - 3     | Santa Rita       |
| 22-23 de abril | LDU(P)               | 2 - 0     | Dep.Saquisilí    |
| 22-23 de abril | Dep.Quevedo          | 1 - 0     | Delfín           |

| Fecha 12       | Fecha 12      | Fecha 12  | Fecha 12             |
| Fecha          | Equipo Local  | Resultado | Equipo Visitante     |
| -------------- | ------------- | --------- | -------------------- |
| 28-30 de abril | Dep.Cuenca    | 2 - 2     | Audaz Octubrino      |
| 28-30 de abril | Dep.Saquisilí | 1 - 1     | Dep.Quevedo          |
| 28-30 de abril | Univ.Católica | 4 - 1     | LDU(P)               |
| 28-30 de abril | Santa Rita    | 3 - 0     | Esmeraldas Petrolero |
| 28-30 de abril | Delfín        | 2 - 1     | Panamá               |

| Fecha 13    | Fecha 13             | Fecha 13  | Fecha 13         |
| Fecha       | Equipo Local         | Resultado | Equipo Visitante |
| ----------- | -------------------- | --------- | ---------------- |
| 5-6 de mayo | Santa Rita           | 1 - 0     | Univ.Católica    |
| 5-6 de mayo | LDU(P)               | 1 - 1     | Dep.Cuenca       |
| 5-6 de mayo | Panamá               | 2 - 0     | Dep.Saquisilí    |
| 5-6 de mayo | Esmeraldas Petrolero | 2 - 2     | Delfín           |
| 5-6 de mayo | Audaz Octubrino      | 5 - 1     | Dep.Quevedo      |

| Fecha 14      | Fecha 14        | Fecha 14  | Fecha 14             |
| Fecha         | Equipo Local    | Resultado | Equipo Visitante     |
| ------------- | --------------- | --------- | -------------------- |
| 13-14 de mayo | Audaz Octubrino | 2 - 0     | LDU(P)               |
| 13-14 de mayo | Dep.Quevedo     | 1 - 0     | Esmeraldas Petrolero |
| 13-14 de mayo | Delfín          | 6 - 1     | Dep.Saquisilí        |
| 13-14 de mayo | Dep.Cuenca      | 1 - 1     | Santa Rita           |
| 13-14 de mayo | Univ.Católica   | 1 - 1     | Panamá               |

| Fecha 15      | Fecha 15             | Fecha 15  | Fecha 15         |
| Fecha         | Equipo Local         | Resultado | Equipo Visitante |
| ------------- | -------------------- | --------- | ---------------- |
| 19-20 de mayo | Dep.Quevedo          | 2 - 1     | Univ.Católica    |
| 19-20 de mayo | Panamá               | 1 - 2     | Dep.Cuenca       |
| 19-20 de mayo | Esmeraldas Petrolero | 2 - 1     | Audaz Octubrino  |
| 19-20 de mayo | Delfín               | 0 - 0     | LDU(P)           |
| 19-20 de mayo | Dep.Saquisilí        | 2 - 0     | Santa Rita       |

| Fecha 16      | Fecha 16        | Fecha 16  | Fecha 16             |
| Fecha         | Equipo Local    | Resultado | Equipo Visitante     |
| ------------- | --------------- | --------- | -------------------- |
| 26-28 de mayo | LDU(P)          | 1 - 0     | Panamá               |
| 26-28 de mayo | Dep.Cuenca      | 1 - 1     | Esmeraldas Petrolero |
| 26-28 de mayo | Univ.Católica   | 1 - 1     | Dep.Saquisilí        |
| 26-28 de mayo | Audaz Octubrino | 4 - 2     | Delfín               |
| 26-28 de mayo | Santa Rita      | 0 - 1     | Dep.Quevedo          |

| Fecha 17     | Fecha 17             | Fecha 17  | Fecha 17         |
| Fecha        | Equipo Local         | Resultado | Equipo Visitante |
| ------------ | -------------------- | --------- | ---------------- |
| 3-4 de junio | Dep.Quevedo          | 2 - 0     | Dep.Cuenca       |
| 3-4 de junio | Dep.Saquisilí        | 1 - 0     | Audaz Octubrino  |
| 3-4 de junio | Panamá               | 1 - 0     | Santa Rita       |
| 3-4 de junio | Esmeraldas Petrolero | 0 - 0     | LDU(P)           |
| 3-4 de junio | Delfín               | 3 - 0     | Univ.Católica    |

| Fecha 18      | Fecha 18        | Fecha 18  | Fecha 18             |
| Fecha         | Equipo Local    | Resultado | Equipo Visitante     |
| ------------- | --------------- | --------- | -------------------- |
| 9-10 de junio | Univ.Católica   | 3 - 0     | Esmeraldas Petrolero |
| 9-10 de junio | Audaz Octubrino | 2 - 1     | Panamá               |
| 9-10 de junio | Dep.Cuenca      | 0 - 0     | Dep.Saquisilí        |
| 9-10 de junio | LDU(P)          | 2 - 0     | Dep.Quevedo          |
| 9-10 de junio | Santa Rita      | 0 - 1     | Delfín               |

### Tabla de posiciones
|  |  |     | Equipo               | PJ | PG | PE | PP | GF | GC | DG | PTS |
|  |  | --- | -------------------- | -- | -- | -- | -- | -- | -- | -- | --- |
|  |  | 1.  | Delfín               | 18 | 10 | 5  | 3  | 31 | 16 |    | 35  |
|  |  | 2.  | LDU(P)               | 18 | 8  | 8  | 2  | 25 | 18 |    | 32  |
|  |  | 3.  | Dep.Quevedo          | 18 | 9  | 5  | 4  | 21 | 21 |    | 32  |
|  |  | 4.  | Audaz Octubrino      | 18 | 7  | 4  | 7  | 26 | 24 |    | 25  |
|  |  | 5.  | Dep.Cuenca           | 18 | 5  | 9  | 4  | 21 | 17 |    | 24  |
|  |  | 6.  | Univ.Católica        | 18 | 5  | 6  | 7  | 21 | 18 |    | 21  |
|  |  | 7.  | Santa Rita           | 18 | 5  | 5  | 8  | 21 | 26 |    | 20  |
|  |  | 8.  | Dep.Saquisilí        | 18 | 5  | 4  | 9  | 19 | 30 |    | 19  |
|  |  | 9.  | Esmeraldas Petrolero | 18 | 3  | 8  | 7  | 17 | 28 |    | 17  |
|  |  | 10. | Panamá               | 18 | 4  | 4  | 10 | 19 | 23 |    | 16  |

PJ = Partidos jugados; PG = Partidos ganados; PE = Partidos empatados; PP = Partidos perdidos; GF = Goles a favor; GC = Goles en contra; DG = Diferencia de gol; PTS = Puntos

## Segunda etapa

### Partidos y resultados
| Fecha 1        | Fecha 1              | Fecha 1   | Fecha 1          |
| Fecha          | Equipo Local         | Resultado | Equipo Visitante |
| -------------- | -------------------- | --------- | ---------------- |
| 17-18 de junio | Esmeraldas Petrolero | 2 - 0     | Univ.Católica    |
| 17-18 de junio | Panamá               | 0 - 0     | Audaz Octubrino  |
| 17-18 de junio | Dep.Saquisilí        | 4 - 3     | Dep.Cuenca       |
| 17-18 de junio | Dep.Quevedo          | 1 - 2     | LDU(P)           |
| 17-18 de junio | Delfín               | 3 - 0     | Santa Rita       |

| Fecha 2        | Fecha 2         | Fecha 2   | Fecha 2              |
| Fecha          | Equipo Local    | Resultado | Equipo Visitante     |
| -------------- | --------------- | --------- | -------------------- |
| 24-25 de junio | Dep.Cuenca      | 5 - 0     | Dep.Quevedo          |
| 24-25 de junio | Audaz Octubrino | 3 - 0     | Dep.Saquisilí        |
| 24-25 de junio | Santa Rita      | 1 - 1     | Panamá               |
| 24-25 de junio | LDU(P)          | 2 - 1     | Esmeraldas Petrolero |
| 24-25 de junio | Univ.Católica   | 1 - 0     | Delfín               |

| Fecha 3      | Fecha 3              | Fecha 3   | Fecha 3          |
| Fecha        | Equipo Local         | Resultado | Equipo Visitante |
| ------------ | -------------------- | --------- | ---------------- |
| 1-2 de julio | Panamá               | 1 - 2     | LDU(P)           |
| 1-2 de julio | Esmeraldas Petrolero | 2 - 2     | Dep.Cuenca       |
| 1-2 de julio | Dep.Saquisilí        | 1 - 1     | Univ.Católica    |
| 1-2 de julio | Delfín               | 1 - 2     | Audaz Octubrino  |
| 1-2 de julio | Dep.Quevedo          | 1 - 0     | Santa Rita       |

| Fecha 4      | Fecha 4         | Fecha 4   | Fecha 4              |
| Fecha        | Equipo Local    | Resultado | Equipo Visitante     |
| ------------ | --------------- | --------- | -------------------- |
| 8-9 de julio | Univ.Católica   | 4 - 0     | Dep.Quevedo          |
| 8-9 de julio | Dep.Cuenca      | 2 - 0     | Panamá               |
| 8-9 de julio | Audaz Octubrino | 2 - 1     | Esmeraldas Petrolero |
| 8-9 de julio | LDU(P)          | 2 - 1     | Delfín               |
| 8-9 de julio | Santa Rita      | 2 - 1     | Dep.Saquisilí        |

| Fecha 5        | Fecha 5              | Fecha 5   | Fecha 5          |
| Fecha          | Equipo Local         | Resultado | Equipo Visitante |
| -------------- | -------------------- | --------- | ---------------- |
| 15-16 de julio | LDU(P)               | -         | Audaz Octubrino  |
| 15-16 de julio | Esmeraldas Petrolero | -         | Dep.Quevedo      |
| 15-16 de julio | Dep.Saquisilí        | 3 - 1     | Delfín           |
| 15-16 de julio | Santa Rita           | 4 - 0     | Dep.Cuenca       |
| 15-16 de julio | Panamá               | -         | Univ.Católica    |

| Fecha 6        | Fecha 6       | Fecha 6   | Fecha 6              |
| Fecha          | Equipo Local  | Resultado | Equipo Visitante     |
| -------------- | ------------- | --------- | -------------------- |
| 22-23 de julio | Univ.Católica | -         | Santa Rita           |
| 22-23 de julio | Dep.Cuenca    | 3 - 2     | LDU(P)               |
| 22-23 de julio | Dep.Saquisilí | -         | Panamá               |
| 22-23 de julio | Delfín        | 2 - 0     | Esmeraldas Petrolero |
| 22-23 de julio | Dep.Quevedo   | -         | Audaz Octubrino      |

| Fecha 7        | Fecha 7              | Fecha 7   | Fecha 7          |
| Fecha          | Equipo Local         | Resultado | Equipo Visitante |
| -------------- | -------------------- | --------- | ---------------- |
| 29-30 de julio | LDU(P)               | -         | Univ.Católica    |
| 29-30 de julio | Audaz Octubrino      | 2 - 0     | Dep.Cuenca       |
| 29-30 de julio | Esmeraldas Petrolero | -         | Santa Rita       |
| 29-30 de julio | Dep.Quevedo          | -         | Dep.Saquisilí    |
| 29-30 de julio | Panamá               | -         | Delfín           |

| Fecha 8       | Fecha 8       | Fecha 8   | Fecha 8              |
| Fecha         | Equipo Local  | Resultado | Equipo Visitante     |
| ------------- | ------------- | --------- | -------------------- |
| 5-6 de agosto | Panamá        | 2 - 0     | Esmeraldas Petrolero |
| 5-6 de agosto | Univ.Católica | 3 - 1     | Dep.Cuenca           |
| 5-6 de agosto | Santa Rita    | 1 - 1     | Audaz Octubrino      |
| 5-6 de agosto | Dep.Saquisilí | -         | LDU(P)               |
| 5-6 de agosto | Delfín        | 2 - 1     | Dep.Quevedo          |

| Fecha 9         | Fecha 9              | Fecha 9   | Fecha 9          |
| Fecha           | Equipo Local         | Resultado | Equipo Visitante |
| --------------- | -------------------- | --------- | ---------------- |
| 12-13 de agosto | Dep.Cuenca           | 0 - 2     | Delfín           |
| 12-13 de agosto | LDU(P)               | 0 - 0     | Santa Rita       |
| 12-13 de agosto | Audaz Octubrino      | 1 - 3     | Univ.Católica    |
| 12-13 de agosto | Esmeraldas Petrolero | 0 - 1     | Dep.Saquisilí    |
| 12-13 de agosto | Dep.Quevedo          | 1 - 2     | Panamá           |

| Fecha 10        | Fecha 10      | Fecha 10  | Fecha 10             |
| Fecha           | Equipo Local  | Resultado | Equipo Visitante     |
| --------------- | ------------- | --------- | -------------------- |
| 19-20 de agosto | Delfín        | 2 - 0     | Dep.Cuenca           |
| 19-20 de agosto | Santa Rita    | -         | LDU(P)               |
| 19-20 de agosto | Univ.Católica | -         | Audaz Octubrino      |
| 19-20 de agosto | Dep.Saquisilí | -         | Esmeraldas Petrolero |
| 19-20 de agosto | Panamá        | -         | Dep.Quevedo          |

| Fecha 11        | Fecha 11             | Fecha 11  | Fecha 11         |
| Fecha           | Equipo Local         | Resultado | Equipo Visitante |
| --------------- | -------------------- | --------- | ---------------- |
| 26-27 de agosto | Esmeraldas Petrolero | -         | Panamá           |
| 26-27 de agosto | Dep.Cuenca           | 3 - 1     | Univ.Católica    |
| 26-27 de agosto | Audaz Octubrino      | -         | Santa Rita       |
| 26-27 de agosto | LDU(P)               | -         | Dep.Saquisilí    |
| 26-27 de agosto | Dep.Quevedo          | -         | Delfín           |

| Fecha 12          | Fecha 12      | Fecha 12  | Fecha 12             |
| Fecha             | Equipo Local  | Resultado | Equipo Visitante     |
| ----------------- | ------------- | --------- | -------------------- |
| 2-3 de septiembre | Dep.Cuenca    | 0 - 1     | Audaz Octubrino      |
| 2-3 de septiembre | Dep.Saquisilí | -         | Dep.Quevedo          |
| 2-3 de septiembre | Univ.Católica | -         | LDU(P)               |
| 2-3 de septiembre | Santa Rita    | -         | Esmeraldas Petrolero |
| 2-3 de septiembre | Delfín        | -         | Panamá               |

| Fecha 13           | Fecha 13             | Fecha 13  | Fecha 13         |
| Fecha              | Equipo Local         | Resultado | Equipo Visitante |
| ------------------ | -------------------- | --------- | ---------------- |
| 9-10 de septiembre | Santa Rita           | 1 - 0     | Univ.Católica    |
| 9-10 de septiembre | LDU(P)               | 1 - 0     | Dep.Cuenca       |
| 9-10 de septiembre | Panamá               | 2 - 0     | Dep.Saquisilí    |
| 9-10 de septiembre | Esmeraldas Petrolero | 1 - 0     | Delfín           |
| 9-10 de septiembre | Audaz Octubrino      | 1 - 0     | Dep.Quevedo      |

| Fecha 14            | Fecha 14        | Fecha 14  | Fecha 14             |
| Fecha               | Equipo Local    | Resultado | Equipo Visitante     |
| ------------------- | --------------- | --------- | -------------------- |
| 16-17 de septiembre | Audaz Octubrino | 1 - 0     | LDU(P)               |
| 16-17 de septiembre | Dep.Quevedo     | 1 - 4     | Esmeraldas Petrolero |
| 16-17 de septiembre | Delfín          | 2 - 1     | Dep.Saquisilí        |
| 16-17 de septiembre | Dep.Cuenca      | 2 - 0     | Santa Rita           |
| 16-17 de septiembre | Univ.Católica   | 2 - 1     | Panamá               |

| Fecha 15            | Fecha 15             | Fecha 15  | Fecha 15         |
| Fecha               | Equipo Local         | Resultado | Equipo Visitante |
| ------------------- | -------------------- | --------- | ---------------- |
| 23-24 de septiembre | Dep.Quevedo          | 1 - 1     | Univ.Católica    |
| 23-24 de septiembre | Panamá               | 2 - 1     | Dep.Cuenca       |
| 23-24 de septiembre | Esmeraldas Petrolero | 4 - 2     | Audaz Octubrino  |
| 23-24 de septiembre | Delfín               | 2 - 0     | LDU(P)           |
| 23-24 de septiembre | Dep.Saquisilí        | 4 - 2     | Santa Rita       |

| Fecha 16     | Fecha 16        | Fecha 16  | Fecha 16             |
| Fecha        | Equipo Local    | Resultado | Equipo Visitante     |
| ------------ | --------------- | --------- | -------------------- |
| 1 de octubre | LDU(P)          | 1 - 0     | Panamá               |
| 1 de octubre | Dep.Cuenca      | 3 - 0     | Esmeraldas Petrolero |
| 1 de octubre | Univ.Católica   | 0 - 2     | Dep.Saquisilí        |
| 1 de octubre | Audaz Octubrino | 2 - 1     | Delfín               |
| 1 de octubre | Santa Rita      | 0 - 1     | Dep.Quevedo          |

| Fecha 17     | Fecha 17             | Fecha 17  | Fecha 17         |
| Fecha        | Equipo Local         | Resultado | Equipo Visitante |
| ------------ | -------------------- | --------- | ---------------- |
| 7 de octubre | Dep.Quevedo          | 1 - 3     | Dep.Cuenca       |
| 7 de octubre | Dep.Saquisilí        | 2 - 0     | Audaz Octubrino  |
| 7 de octubre | Panamá               | 3 - 2     | Santa Rita       |
| 7 de octubre | Esmeraldas Petrolero | 4 - 1     | LDU(P)           |
| 7 de octubre | Delfín               | 4 - 0     | Univ.Católica    |

| Fecha 18      | Fecha 18        | Fecha 18  | Fecha 18             |
| Fecha         | Equipo Local    | Resultado | Equipo Visitante     |
| ------------- | --------------- | --------- | -------------------- |
| 15 de octubre | Univ.Católica   | 1 - 1     | Esmeraldas Petrolero |
| 15 de octubre | Audaz Octubrino | 2 - 1     | Panamá               |
| 15 de octubre | Dep.Cuenca      | 2 - 0     | Dep.Saquisilí        |
| 15 de octubre | LDU(P) (C)      | 3 - 1     | Dep.Quevedo          |
| 15 de octubre | Santa Rita      | 0 - 0     | Delfín (SC)          |

### Tabla de posiciones
|  |  |     | Equipo               | PJ | PG | PE | PP | GF | GC | DG | PTS |
|  |  | --- | -------------------- | -- | -- | -- | -- | -- | -- | -- | --- |
|  |  | 1.  | Audaz Octubrino      | 18 | 11 | 3  | 4  | 25 | 17 |    | 36  |
|  |  | 2.  | LDU(P)               | 18 | 10 | 4  | 4  | 28 | 21 |    | 34  |
|  |  | 3.  | Delfín               | 18 | 9  | 2  | 7  | 24 | 14 |    | 29  |
|  |  | 4.  | Dep.Saquisilí        | 18 | 9  | 2  | 7  | 29 | 24 |    | 29  |
|  |  | 5.  | Dep.Cuenca           | 18 | 8  | 1  | 9  | 30 | 28 |    | 25  |
|  |  | 6.  | Univ.Católica        | 18 | 5  | 7  | 6  | 23 | 25 |    | 22  |
|  |  | 7.  | Panamá               | 18 | 6  | 3  | 9  | 21 | 23 |    | 21  |
|  |  | 8.  | Esmeraldas Petrolero | 18 | 6  | 3  | 9  | 22 | 27 |    | 21  |
|  |  | 9.  | Dep.Quevedo          | 18 | 6  | 1  | 11 | 13 | 29 |    | 19  |
|  |  | 10. | Santa Rita           | 18 | 4  | 6  | 8  | 16 | 23 |    | 18  |

PJ = Partidos jugados; PG = Partidos ganados; PE = Partidos empatados; PP = Partidos perdidos; GF = Goles a favor; GC = Goles en contra; DG = Diferencia de gol; PTS = Puntos

## Tabla acumulada
|  |  |     | Equipo               | PJ | PG | PE | PP | GF | GC | DG | PTS |
|  |  | --- | -------------------- | -- | -- | -- | -- | -- | -- | -- | --- |
|  |  | 1.  | LDU(P)               | 36 | 18 | 12 | 6  | 53 | 39 |    | 66  |
|  |  | 2.  | Delfín               | 36 | 19 | 7  | 10 | 55 | 30 |    | 64  |
|  |  | 3.  | Audaz Octubrino      | 36 | 18 | 7  | 11 | 51 | 41 |    | 61  |
|  |  | 4.  | Dep.Quevedo          | 36 | 15 | 6  | 15 | 34 | 50 |    | 51  |
|  |  | 5.  | Dep.Cuenca           | 36 | 13 | 10 | 13 | 51 | 45 |    | 49  |
|  |  | 6.  | Dep.Saquisilí        | 36 | 14 | 6  | 16 | 48 | 54 |    | 48  |
|  |  | 7.  | Univ.Católica        | 36 | 10 | 13 | 13 | 44 | 43 |    | 43  |
|  |  | 8.  | Santa Rita           | 36 | 9  | 11 | 16 | 37 | 49 |    | 38  |
|  |  | 9.  | Esmeraldas Petrolero | 36 | 9  | 11 | 16 | 39 | 55 |    | 38  |
|  |  | 10. | Panamá               | 36 | 10 | 7  | 19 | 40 | 46 |    | 37  |

PJ = Partidos jugados; PG = Partidos ganados; PE = Partidos empatados; PP = Partidos perdidos; GF = Goles a favor; GC = Goles en contra; DG = Diferencia de gol; PTS = Puntos
|  | Campeón, ascendió a la Serie A 2001.    |
|  | Subcampeón, ascendió a la Serie A 2001. |
|  | Descendió a la Segunda Categoría.       |

## Campeón
|                                              |
| LDU(P) 5.° título Ascendió a la Serie A 2001 |
| También ascendió Delfín como subcampeón.     |

## Goleador
| Jugador      | Equipo | Goles |
| ------------ | ------ | ----- |
| Mario Juárez | Delfín | 10    |